# I – Within Deep Dark Chambers
I – Within Deep Dark Chambers – pierwszy album studyjny szwedzkiej grupy blackmetalowej Shining. Wydawnictwo ukazało się w 2000 roku nakładem wytwórni muzycznej Selbstmord Services.

## Lista utworów
Opracowano na podstawie materiału źródłowego.
1. "Reflecting In Solitude" – 8:41
2. "Stonelands" – 8:54
3. "Vita Detestabilis" – 7:33
4. "Ren Djävla Ångest" – 6:44
5. "Inisis" – 8:08
6. "And Only Silence Remains" – 10:50

## Twórcy
Opracowano na podstawie materiału źródłowego.
- Tusk – gitara basowa
- Niklas Kvarforth – gitara prowadząca, gitara rytmiczna, wokal prowadzący, muzyka, słowa, produkcja muzyczna
- Wedebrand – perkusja
- Thomas Tägtgren – produkcja muzyczna, inżynieria dźwięku

## Wydania
| Rok  | Nr katalogowy | Format                  | Wytwórnia                | Region                  | źródło |
| ---- | ------------- | ----------------------- | ------------------------ | ----------------------- | ------ |
| 2000 | Monument 006  | CD, Album               | Selbstmord Services      | Szwecja                 | [ 3 ]  |
| 2002 | brak          | LP, Album, Ltd          | Blut & Eisen Productions | Niemcy                  | [ 3 ]  |
| 2003 | AV072         | CD, Album               | Avantgarde Music         | Włochy                  | [ 3 ]  |
| 2004 | MIM7340-2 CD  | CD, Album               | Modern Invasion Music    | Australia Nowa Zelandia | [ 3 ]  |
| 2005 | OPCD 168      | CD, Album, RE, Ltd      | Osmose Productions       | Szwecja                 | [ 3 ]  |
| 2009 | OVIR 004      | LP, Album, Ltd, Pic, RE | Osmose Productions       | Francja                 | [ 3 ]  |